# SpVgg Fechenheim 03
SpVgg Fechenheim 03 is een Duitse voetbalclub uit het Frankfurtse stadsdeel Fechenheim. 

## Geschiedenis
De club werd opgericht als Germania 03. De club ontwikkelde een zware rivaliteit met Viktoria 07. Tijdens de Eerste Wereldoorlog sneuvelden vele leden van beide clubs waarop de oude vijanden besloten te fuseren tot FVgg Viktoria-Germania. In 1921 speelde de club voor het eerst in de hoogste klasse van de Maincompetitie en werd voorlaatste waardoor ze degradeerden. 
In 1927 promoveerde de club terug naar de hoogste klasse, intussen met de naam SpVgg Fechenheim, en werd samen met Kickers Offenbach zevende. Een jaar later werd de club achtste op tien clubs en was daarna slachtoffer van herstructurering van de competitie, de Maincompetitie ging van tien naar acht clubs waardoor er drie clubs degradeerden. In 1930 promoveerde de club terug, maar kon het behoud niet verzekeren. De club slaagde hierna er niet meer in om op het hoogste niveau te spelen en zakte weg in de anonimiteit. 